# バンブーアトラス
バンブーアトラス（1979年4月27日 - 2003年1月8日）は日本のサラブレッド競走馬。1982年の東京優駿（日本ダービー）優勝馬であり、同年優駿賞最優秀4歳牡馬を受賞した。主戦騎手は岩元市三。種牡馬としても1989年の菊花賞優勝馬バンブービギンなど7頭の中央競馬重賞勝利馬を輩出した。

## 経歴
1979年、北海道浦河町のバンブー牧場に生まれる。父ジムフレンチは1977年にフランスから輸入された種牡馬で、本馬はその初年度産駒。母バンブーシザラは競走馬時代に6勝を挙げている。幼駒の頃からバランスの良い馬体を持ち、期待を受けたが、2歳の秋に股関節を脱臼、様々な手段を講じて治療に努めたが全快に至らず、一時はデビューを危ぶまれた。最終的には「駄目で元々、とりあえず走らせてみる」という結論に達し、牧場主竹田春夫の父・辰一の所有馬として、滋賀県栗東トレーニングセンターの布施正厩舎に入った。

### 戦績
1981年10月、京都競馬場の新馬戦でデビュー。布施厩舎に所属する岩元市三を鞍上に、初戦は3着であった。その後脚部に不安を生じて休養に入り、翌年1月31日の未勝利戦で初勝利を挙げた。次走の400万下条件戦も連勝したが、続く800万下条件戦で2着と敗れたため、4歳クラシック初戦の皐月賞を断念し、目標を東京優駿に切り替えた。
4月3日に条件特別戦で3勝目を挙げた後、東京優駿への前哨戦としてNHK杯（ダービートライアル）に出走。12番人気と低評価だったが、勝ったアスワンから3馬身差の6着と一定の走りを見せた。
5月30日に東京優駿に臨み、当日は28頭立て7番人気の評価であった。レースは1度目のスタート時にカンパイを起こして外枠発走で再スタートしたロングヒエンが逃げる中で先行集団の中を進み、最後の直線半ばで馬群から抜け出して先頭に立った。ゴール前は直後を追って来ていたワカテンザン（2番人気）を半馬身抑えて優勝。走破タイム2分26秒5は、1979年の優勝馬カツラノハイセイコの記録を0.8秒更新するレースレコードであった。騎手、調教師、馬主、生産者のいずれにとっても、これが初めての八大競走優勝となった。この勝利の様子は、翌年に郵政省が発行した「第50回日本ダービー記念切手」にもモデルとして使用された。
東京優駿の後は休養に入り、秋はクラシック二冠となる菊花賞を目標に神戸新聞杯から始動した。ダービー馬であるにもかかわらず8頭立て4番人気という評価で、レースは後方から一気の追い込みを見せながら、勝ったハギノカムイオーから2馬身余の差での3着となった。この競走後、骨折を生じていたことが判明し、菊花賞を断念。以後復帰できず、そのまま競走馬を引退した。

### 種牡馬時代
引退後は種牡馬となり、北海道の日高軽種馬農協・荻伏種馬場で繋養された。初年度産駒から抽せん馬のストロングレディーがクイーンステークスを制して産駒が重賞初勝利を挙げ、1989年にはバンブー牧場の生産で、布施が管理したバンブービギンが菊花賞を制し、「父の無念を晴らした」と言われた。布施はバンブーアトラスが菊花賞で好勝負できると確信を持ちながら、出走させられなかったことを長く心残りとしており、普段ささやかな祝杯を「さすがに目一杯、関係者と上げました」と語っている。また岩元は同年3月に騎手を引退して調教師に転身しており、バンブービギンで菊花賞を勝てなかったことが心残りとした。
以後も中距離重賞路線で活躍したエルカーサリバーなどコンスタントに重賞勝利馬を輩出し、内国産有力種牡馬の1頭に数えられた。2002年以降産駒はなく、2003年1月8日、かねて発症していた蹄葉炎の悪化により死亡した。22歳（旧表記23歳）没。

## 全成績
| 年月日 | 年月日 | 年月日 | 競馬場 | レース名   | 頭数 | 人気 | 着順 | 距離（状態）  | タイム | 着差    | 騎手     | 斤量 [kg] | 馬体重 [kg] | 勝ち馬/（2着馬）     |
| 1981   | 10.    | 4      | 京都   | 新馬       | 8    | 5    | 3着  | 芝1200m（良） | 1:11.4 | 0.4秒   | 岩元市三 | 53        | 492         | イセムーン           |
| 1982   | 1.     | 31     | 中京   | 未勝利     | 11   | 1    | 1着  | ダ1600m（良） | 1:43.5 | 1 1/2身 | 岩元市三 | 55        | 504         | （タニノサンビー）   |
|        | 2.     | 20     | 中京   | つくし賞   | 13   | 2    | 1着  | 芝1800m（不） | 1:52.7 | 1/2身   | 岩元市三 | 55        | 498         | （ハクバショウグン） |
|        | 3.     | 14     | 中京   | あすなろ賞 | 8    | 2    | 2着  | 芝1800m（良） | 1:50.2 | 0.1秒   | 岩元市三 | 55        | 492         | センターグルフォス   |
|        | 4.     | 3      | 阪神   | れんげ賞   | 10   | 2    | 1着  | 芝1400m（不） | 1:25.6 | 2身     | 岩元市三 | 55        | 492         | （タカノカイウン）   |
|        | 5.     | 9      | 東京   | NHK杯      | 16   | 12   | 6着  | 芝2000m（良） | 2:02.0 | 0.5秒   | 岩元市三 | 56        | 500         | アスワン             |
|        | 5.     | 30     | 東京   | 東京優駿   | 28   | 7    | 1着  | 芝2400m（良） | 2:26.5 | 1/2身   | 岩元市三 | 57        | 500         | （ワカテンザン）     |
|        | 10.    | 3      | 阪神   | 神戸新聞杯 | 8    | 4    | 3着  | 芝2000m（良） | 2:00.3 | 0.4秒   | 岩元市三 | 56        | 508         | ハギノカムイオー     |

※競走名太字は八大競走。

## 主な産駒
※括弧内は当該馬の優勝重賞競走、太字はGI級競走。
- 1984年産
  - ストロングレディー（クイーンステークス）
- 1986年産
  - バンブービギン（菊花賞、京都新聞杯）
- 1989年産
  - エルカーサリバー（日経新春杯、ローズステークス、金杯、アーリントンカップ）
  - バンブーゲネシス（マーチステークス）
- 1990年産
  - プレイリークイーン（中山牝馬ステークス）
- 1991年産
  - アグネスパレード（チューリップ賞）
- 1995年産
  - バンブーマリアッチ（愛知杯）

### 母の父としての主な産駒
- サイレントハンター（父サンデーサイレンス）：産経大阪杯、新潟大賞典2勝、中山金杯
- ナナヨーウイング（父セレスティアルストーム）：オークス2着

## エピソード
本馬の主戦騎手を務めた岩元市三の幼馴染みに、「テイエム」の冠名で知られる馬主・竹園正繼がいる。両者はともに鹿児島県垂水町の出身で、少年の頃から親しく付き合っていたが、竹園は高校卒業後に実業家を志して上京したため、以後は長らく没交渉となっていた。しかしバンブーアトラスがダービーを制した際、竹園は勝利騎手インタビューを受ける岩元の姿を偶然にテレビで発見した。竹園は人づてに「岩元は花屋に就職した」聞いていたため非常に驚き、同時に「立派になったな。俺は馬主になって岩元に再会しよう」と決意した。その後、竹園は自身が創業したテイエム技研の成功によって馬主資格を取得し、志通りに馬主として岩元と再会した。その後は馬主・調教師の関係で、GI競走7勝のテイエムオペラオーを輩出するなど広く知られたコンビとなっている。

## 血統表
| バンブーアトラスの血統 リボー系 / Hyperion 5×4=9.38% | バンブーアトラスの血統 リボー系 / Hyperion 5×4=9.38% | バンブーアトラスの血統 リボー系 / Hyperion 5×4=9.38% | （血統表の出典）  | （血統表の出典） |
| 父 *ジムフレンチ Jim French 1968 鹿毛 アメリカ       | 父の父Graustark 1963 栗毛 アメリカ                   | Ribot                                                | Tenerani          | Tenerani         |
| 父 *ジムフレンチ Jim French 1968 鹿毛 アメリカ       | 父の父Graustark 1963 栗毛 アメリカ                   | Ribot                                                | Romanella         |                  |
| 父 *ジムフレンチ Jim French 1968 鹿毛 アメリカ       | 父の父Graustark 1963 栗毛 アメリカ                   | Flower Bowl                                          | Alibhai           | Alibhai          |
| 父 *ジムフレンチ Jim French 1968 鹿毛 アメリカ       | 父の父Graustark 1963 栗毛 アメリカ                   | Flower Bowl                                          | Flower Bed        |                  |
| 父 *ジムフレンチ Jim French 1968 鹿毛 アメリカ       | 父の母Dinner Partner 1969 鹿毛 アメリカ              | Tom Fool                                             | Menow             | Menow            |
| 父 *ジムフレンチ Jim French 1968 鹿毛 アメリカ       | 父の母Dinner Partner 1969 鹿毛 アメリカ              | Tom Fool                                             | Gaga              |                  |
| 父 *ジムフレンチ Jim French 1968 鹿毛 アメリカ       | 父の母Dinner Partner 1969 鹿毛 アメリカ              | Bluehaze                                             | Blue Larkspur     | Blue Larkspur    |
| 父 *ジムフレンチ Jim French 1968 鹿毛 アメリカ       | 父の母Dinner Partner 1969 鹿毛 アメリカ              | Bluehaze                                             | Flaming Swords    |                  |
| 母 バンブーシザラ 1969 鹿毛 日本                     | 母の父*テスコボーイ Tesco Boy 1963 黒鹿毛 イギリス   | Princely Gift                                        | Nasrullah         | Nasrullah        |
| 母 バンブーシザラ 1969 鹿毛 日本                     | 母の父*テスコボーイ Tesco Boy 1963 黒鹿毛 イギリス   | Princely Gift                                        | Blue Gem          |                  |
| 母 バンブーシザラ 1969 鹿毛 日本                     | 母の父*テスコボーイ Tesco Boy 1963 黒鹿毛 イギリス   | Suncourt                                             | Hyperion          | Hyperion         |
| 母 バンブーシザラ 1969 鹿毛 日本                     | 母の父*テスコボーイ Tesco Boy 1963 黒鹿毛 イギリス   | Suncourt                                             | Inquisition       |                  |
| 母 バンブーシザラ 1969 鹿毛 日本                     | 母の母*シザラ Cithara 1955 栃栗毛 イギリス           | Marsyas                                              | Trimdon           | Trimdon          |
| 母 バンブーシザラ 1969 鹿毛 日本                     | 母の母*シザラ Cithara 1955 栃栗毛 イギリス           | Marsyas                                              | Astronomie        |                  |
| 母 バンブーシザラ 1969 鹿毛 日本                     | 母の母*シザラ Cithara 1955 栃栗毛 イギリス           | Panagani                                             | Fair Trial        | Fair Trial       |
| 母 バンブーシザラ 1969 鹿毛 日本                     | 母の母*シザラ Cithara 1955 栃栗毛 イギリス           | Panagani                                             | Clovelly F-No.3-e |                  |

5代母にアーガー・ハーン3世が生産したエプソムオークス優勝馬ウダイプールがおり、同馬から連なる牝系には数々の活躍馬がいる。母バンブーシザラの従兄には二度の全日本リーディングサイアーを獲得したアローエクスプレス、曾祖母の従兄に同7回のヒンドスタン、ほか同牝系の出身馬にアメリカのブリーダーズカップ・クラシック第1回優勝馬ワイルドアゲインなどがいる。また、伯父のファストバンブーは重賞2勝を挙げている。